# کنار شبی
کنار شبی یا تغریب شامگاهی (غروب سالانه)، به آخرین زمان دیده شدن یک ستاره یا سیاره (پس از غروب خورشید، اندکی بالای افق غربی) برای آخرین‌بار در سال گفته می‌شود. تغریب آخرین شبی است که ستاره یا سیاره، کمی پس از غروب خورشید اندکی بالای افق غربی لحظات کوتاهی دیده شده و بلافاصله غروب کرده یا در بالای افق محو می شود. در شبهای بعد از تغریب، ستاره دیگر در آسمان شب دیده نخواهد شد. تا اینکه پس از چندین روز یا ماه مجددا در حالت تشریق (طلوع سالانه) قبل از طلوع خورشید مجددا آشکار شود.
از دید ناظر زمینی، خورشید نسبت به ستاره‌های دیگر، هر روز حدود یک درجه به سمت شرق بر روی مسیری که به آن دائرةالبروج می‌گویند حرکت می‌کند. وقتی خورشید از ستاره‌ای بگذرد یا به آن نزدیک شود، دیگر نمی‌توان آن ستاره در امتداد یا شعاع نور خورشید دید. پس از کنار شبی، خورشید آن قدر به ستاره نزدیک می شود که هنگام غروب خورشید دیگر از افق غربی قابل دیدن نباشد.